# Kolbenschlag Béla
Dr. Kolbenschlag Béla Pál (Lengyeltóti, Somogy vármegye, 1865. január 22. – Budapest, 1934. május 24.) Zala vármegye főispánja, jogász, a Polgári Hadi Érdemkereszt tulajdonosa, a zalamegyei Országos Tulipánkert Szövetségnek a tagja..

## Élete
Egy római katolikus polgári családban született. Apja Kolbenschlag József (1819–1888), pusztaberényi uradalmi kasznár, anyja Czehetner Augusztina volt. Középiskolái tanulmányai befejezése után Budapesten jogot hallgatott, majd Zala vármegyei tisztviselő lett. 1893. március 19. és 1895. december 17. között a pacsai járás szolgabírája lett. Ezután a csáktornyai járás főszolgabírájává választotta, hivatal, amelyet 1895. december 17-étől 1907. december 16-áig töltött be. 1907. december 16. és 1917. május 14. között Zala vármegye főjegyzőjeként tevékenykedett. 1917. május 14-étől 1922. március 2-áig Zala vármegye alispánja volt. Ebben a minőségében (eltekintve a forradalmak alatti hivatalvesztésél), 1922-ig állt a megyei közigazgatás élén.
A Tanácsköztársaság 1919. augusztus eleji bukása után a helyi Zalamegyei hatalomváltás egy gyors katonai akció segítségével zajlott le. Augusztus 3-án a szegedi ellenforradalmi kormány fennhatósága alatt álló páncélvonat gördült be a zalaegerszegi állomásra, amelyről egy székely hadosztály katonái ugráltak le. Lefegyverezték a vörös alakulatokat és visszaállították a régi közigazgatást, amelynek irányítását ismét Kolbenschlag Béla alispán vette kézbe. A szorgalmas és jó hírnévvel rendelkező Kolbenschlag Bélát 1921. június és 1922. március 2. között főispáni teendőkkel is megbízott alispánná nevezték ki. 1922. március 2-án pedig tényleges Zala vármegyei főispán lett; a Pehm József zalaegerszegi plébános által vezetett kereszténypárt zalai befolyását a Bethlen-kormány is elismerte, ennek legmeggyőzőbb bizonyítékát a főispáni kinevezések adták. Felsőpataki Bosnyák Géza 1918. decemberi lemondása után e tisztség sokáig betöltetlen maradt, amíg végül a kormány az addigi alispánt, Kolbenschlag Bélát nevezte ki főispánnak, 1922. március 2-án, aki Eitner Zsigmond kormánybiztos-főispán 1921. júniusi távozása óta amúgy is főispáni hatáskörrel rendelkezett. 1922. december 19-én saját kérésére, nyugdíjba vonulása okán felmentették. Utolsó éveit Budapesten és Balatonfüreden töltötte. Kedves barátságot ápolt a szintén legitimista dr. boldogfai Farkas Tiborral, akit több ízben támogatott országgyűlési választásán.
1934. május 24-én hajnali 4 órakor elhunyt a budapesti Korányi klinikán hunyt el. Halálakor az újságban azt írtak róla, hogy "Kolbenschlag Béla a békeidők egyik legkitűnőbb és közszeretetben álló közigazgatási vezetője, aki majdnem negyven évet töltött Zala megye szolgálatában, mint Zala megye alispánja, később mint főispánja."